# بنتونگ
بنتونگ (به لاتین: Bentong) یک ناحیه در مالزی است که در پاهانگ واقع شده‌است.